# Влада Кине
Влада Народне Републике Кине заснива се на систему народних конгреса у оквиру параметара унитарне комунистичке државе, у којој владајућа Комунистичка партија Кине (КПК) доноси своју политику путем народних конгреса. Овај систем се заснива на принципу јединствене државне власти, у којем је законодавна власт, Национални народни конгрес (НСЦ), уставно уписан као „највиши државни орган власти“. Како кинески политички систем нема поделу власти, постоји само једна грана власти коју представља законодавна власт. КПК преко НПЦ доноси јединствено руководство, које захтева да сви државни органи, од Врховног народног суда до председника Кине, буду изабрани од стране НПЦ, одговорни и немају никаква посебна овлашћења осим оних која им даје НПЦ. По закону, сви избори на свим нивоима морају се придржавати вођства КПК. КПК контролише именовања у свим државним органима двотрећинском већином у НПЦ. Преостала места држе номинално независни делегати и осам мањих политичких партија, које су неопозиционе и подржавају КПК. Сви државни органи и државна предузећа имају интерне комитете КПК који воде доношење одлука у овим институцијама.
НПЦ се састаје годишње око две недеље у марту како би прегледао и одобрио главне нове смернице политике, а између тих седница делегира своја овлашћења радном законодавном телу, Сталном комитету НПЦ (НПЦСЦ). Овај орган усваја већину националног законодавства, тумачи устав и законе и спроводи оцене уставности, а води га председавајући, један од највиших кинеских званичника. Председник представља Кину у иностранству, иако је од 1990-их, председништво увек држао генерални секретар КПК. Изабран одвојено од стране НПЦ, потпредседник нема никакву моћ осим онога што им је председник доделио, али помаже председнику. Председник Државног савета, извршног органа НПЦ, је премијер. Генерални секретар КПК је водећи званичник Кине пошто је КПК задужена за формулисање и постављање националне политике за коју је држава, након што је усвоји НПЦ или релевантни државни орган, одговорна за спровођење.
Државни савет, који се такође назива и Централна народна влада, састоји се од, поред премијера, променљивог броја потпредседника, пет државних саветника (протоколално једнак вицепремијерима, али са ужим ресорима), генералног секретара и 26 министара и других одељења на нивоу кабинета. Састоји се од министарстава и агенција са одређеним ресорима. Државни савет представља већину иницијатива НПЦСЦ-у на разматрање након претходног одобрења Сталног комитета Политбироа КПК.
Кинески правосудни органи су политички органи који обављају тужилачке и судске функције. Због њихове политичке природе, Кина нема независност правосуђа. Кинеске судове надзире Врховни народни суд (ВНС), који одговара НПЦ. Врховно народно тужилаштво (ВНТ) је одговорно за кривично гоњење и надзире тужилаштво на нивоу покрајина, префектура и округа. На истом административном рангу као СПЦ и СПП, Национална надзорна комисија (НСЦ) је основана 2018. године за истрагу корупције у КПК и државним органима. Сви судови и њихово особље подлежу ефективној контроли Централне комисије за политичке и правне послове КПК.

## Однос са Комунистичком партијом Кине
Устав Комунистичке партије Кине каже да је странка највиша снага за политичко вођство. Партијске институције се преклапају са владиним институцијама и партија има ауторитет над одлукама владе и на локалном и на централном нивоу. Високе владине званичнике широм земље поставља КПК, и углавном су чланови КПК. Сва владина одељења, државна предузећа и јавни институти укључују комитете КПК, од сеоског до националног нивоа. Комитети КПК у владиним телима надгледају и воде те органе, а Државни савет је законски обавезан да спроводи политику КПК. Као што је наведено у уставу КПК: „Влада, војска, друштво и школе, север, југ, исток и запад – партија их све води.“
Под вођством Денг Сјаопинга, било је предлога да се повећа одвојеност државе и партије, посебно за које су се залагали либералнији званичници као што је Џао Цијанг. Предлози су укључивали укидање комитета КПК из неких владиних одељења, повећање утицаја Државног савета и постављање професионалних менаџера на чело државних предузећа уместо комитета КПК. Ови предлози су напуштени након протеста и масакра на Тргу Тјенанмен 1989. године.
Интеграција КПК и државе убрзана је под Си Ђинпингом, председавајући осам партијских комисија које усмеравају владина тела. Под Сијем, неколико владиних и партијских органа је такође спојено, при чему је једна партијска организација имала назив спољне државне владе под системом једна институција са два имена, што даље интегрише партију и државу.

## Устав
Устав НР Кине је први пут објављен 20. септембра 1954. године, пре чега је на снази био привремени документ сличан уставу који је креирала Народна политичка консултативна конференција Кине. Друго проглашење 1975. скратило је устав на само 30 чланова, који су садржали слогане КП Кине и револуционарни језик у целом делу. Треће проглашење из 1978. проширило је број чланака, али је и даље било под утицајем недавне Културне револуције.
Садашњи устав је четврти по реду, проглашен 4. децембра 1982. године и служило је 30 година. Законска моћ КПК је загарантована Уставом НР Кине, а њена позиција као врховног политичког ауторитета у Народној Републици Кини се остварује кроз свеобухватну контролу државе, војске и медија.

## Национални народни конгрес
Национални народни конгрес (ННК) је национално законодавно тело Кине. Са 2.977 чланова 2023. године, то је највеће парламентарно тело на свету. Према садашњем кинеском уставу, ННК је структурисан као једнодомно законодавно тело, са овлашћењем да доноси законе, надгледа рад владе и бира главне државне званичнике. Његови делегати се бирају на петогодишњи мандат кроз вишестепени изборни систем. Према Уставу, ННК је највиша државна институција унутар политичког система Кине.
ННК и Национални комитет Народне политичке консултативне конференције Кине (НПККК), консултативно тело чији чланови представљају различите народне организације, главна су саветодавна тела Кине и често се називају Две седнице. Осим КПК, у њој учествују осам мањих политичких партија, али су неопозиционе и немају стварну моћ. Прихватају примат КП Кине и њихове чланове претходно одобрава Одељење за рад Уједињеног фронта.
ННК, изабран на мандат од пет година, одржава годишње седнице сваког пролећа, обично у трајању од 10 до 14 дана, у Великој сали народа на западној страни Трга Тјенанмен у Пекингу. Ови годишњи састанци се обично одржавају са састанцима НПККК-а, пружајући прилику државним службеницима да размотре прошлу политику и представе будуће планове нацији.
ННК генерално има репутацију да одобрава рад Државног савета и да се сам не ангажује у претераној изради закона. Међутим, она и њен Стални комитет су се повремено потврђивали. На пример, Државни савет и КПК нису били у могућности да обезбеде усвајање пореза на гориво 2009. за финансирање изградње брзих путева. Исто тако, Министарство финансија је настојало да уведе порез на имовину од раних 2010-их, али противљење ННК (као и локалних самоуправа) спречило је да било који предлози о порезу на имовину дођу на законодавни дневни ред ННК. Стални комитет ННК је одлучнији од самог ННК и ставио је вето на предложене законе.

## Вођство

### Национално руководство
Стални комитет Политбироа Комунистичке партије Кине састоји се од највишег руководства владе.  Историјски гледано, имао је пет до девет чланова. Од 2024. године има седам чланова.  Његова сврха је да води политичке дискусије и доноси одлуке о главним питањима када Политбиро, веће тело за доношење одлука, не заседа. Према уставу КПК, генерални секретар Централног комитета такође мора бити члан Сталног комитета Политбироа КПК.
Чланство у УОП је стриктно рангирано по протоколарном редоследу. Историјски гледано, генерални секретар (или председник странке) је био на првом месту; рангирање осталих лидера је варирало током времена. Од 1990-их, генерални секретар (уједно и председник), премијер, председник Сталног комитета ННК, председавајући Кинеске народне политичке консултативне конференције, секретар Централне комисије за инспекцију дисциплине, највишег партијског тела за борбу против корупције, и прворангирани секретар секретаријата КПК стално су такође били чланови Сталног комитета Политбироа.
Испод Сталног комитета Политбироа странке налазе се заменици државних лидера, укључујући шефове странке, потпредседнике и партијске секретаре најважнијих кинеских општина и провинција. На реду су министри и гувернери провинција, а следе их заменици министара. и заменици покрајинских гувернера.  Генерални директори министарстава и градоначелници подпокрајинских општина су испод овог ранга, а следе заменици генералног директора министарстава и градоначелници трећих нивоа. Испод ових рангова је пет рангова који достижу пет рангова. бази власти и партијских хијерархија.

### Главни вођа
Моћ је концентрисана у „главном вођи“, неформалној титули коју тренутно заузима Си Ђинпинг, који води четири најважније политичке и државне функције: он је генерални секретар Централног комитета КПК, председник Централне војне комисије и председник НР Кине. Пред крај мандата Ху Ђинтаоа, стручњаци су приметили све већа ограничења де факто контроле врховног лидера над владом, али су на 19. партијском конгресу у октобру 2017. ограничења мандата Си Ђинпинга уклоњена и његова овлашћења су проширена.

## Врховни народни суд и Врховно народно тужилаштво
Врховни народни суд је правосудни орган Народне Републике Кине и подлеже контроли Централне комисије за политичке и правне послове КПК. Хонгконг и Макао, као посебни административни региони, имају одвојене правосудне системе засноване на британским традицијама обичајног права и португалским традицијама грађанског права, респективно. Судије Врховног народног суда именује Национални народни конгрес.

## Покрајинска и локална власт
Гувернере кинеских провинција и аутономних области и градоначелнике њених општина под директном управом именује Државни савет након што добије номиналну сагласност Националног народног конгреса (ННК). Специјални административни региони Хонгконг и Макао (САРС) имају одређену локалну аутономију јер имају одвојене владе, правне системе и основне уставне законе, али су под контролом Пекинга у питањима спољне политике и националне безбедности, а њихове извршне директоре ефективно одабире Политбиро КП Кине.
Испод нивоа провинција налазе се префектуре и окрузи. Окрузи су подељени на општине и села. Док већином воде именовани званичници, неке ниже јурисдикције имају директне изборе.
Док раде под строгом контролом и надзором централне владе, кинеске локалне владе управљају релативно високим уделом фискалних прихода и расхода.
Крајем 1980-их и раних 1990-их, регулаторни механизми општинске власти су се проширили, као и њихов капацитет да регулишу периурбане области.  Фискалне реформе из 1994. године резултовале су потребом локалних самоуправа да стварају непорески приход, што су чинили у облику прихода кроз накнаде за уређење и коришћење земљишта.  Ово је резултирало њиховим повећањем и административне и географске величине. Од 2002. до најмање 2023. године, трошкови јавних набавки. добра је прешла на локалне самоуправе са централне владе и стога локалне самоуправе треба да генеришу накнаде за пружање јавних услуга.
Од 2014. године, Национални план урбанизације новог типа резултирао је консолидацијом процеса планирања који су раније били распоређени у различитим бирократијама, као што су коришћење урбаног и руралног земљишта, планирање туризма и планирање животне средине.